# Placca del Mare delle Molucche

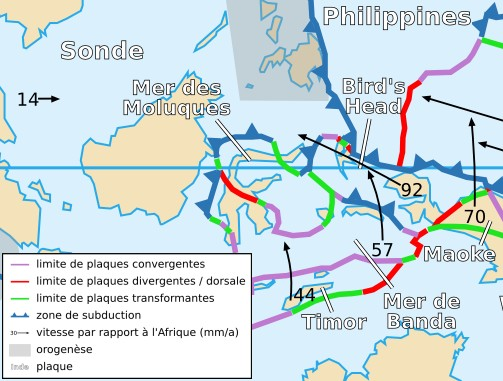
Collocazione della placca del Mare delle Molucche

La placca del Mare delle Molucche è una microplacca tettonica della litosfera terrestre. Ha una superficie di 0,010 steradianti ed è associata alla placca euroasiatica.

## Caratteristiche
È situata al centro dell'Insulindia (o Asia insulare del sud-est), e copre la parte centrale dell'isola di Sulawesi, la parte occidentale del Mare delle Molucche da cui deriva il nome e l'isola di Buru.
La placca del Mare delle Molucche è in contatto con la placca della Sonda, la placca del Mar di Banda e la placca di Bird's Head.
La placca si sposta con una velocità di rotazione di 4,07° per milione di anni secondo un polo euleriano situato a 11°10' di latitudine nord e 122°44' di longitudine ovest.